# Sabejščina
Sabéjščina je bil starojužnoarabski jezik, ki so ga v današnjem Jemnu od približno leta 1000 pr. n. št. do 6. stoletja govorili Sabejci. Kot pisni jezik so ga uporabljala tudi druga ljudstva (ša`bs) v antičnem Jemnu, vključno s Hašiditi, Sirvahiti, Humlaniti, Ghajmaniti, Himjariti, Radmaniti ipd. Pisali so ga v starojužnoarabski abecedi.
Starojužnoarabska abeceda, ki so jo od 8. stoletja začeli uporabljati v Eritreji, Etiopiji in Jemnu, se je kasneje razvila v abecedo giz. Jezik giz ni veja sabejščine ali stare južne arabščine, kot so mislili nekdaj. Obstaja jezikoslovni dokaz, da so v Eritreji in Etiopiji govorili semitske jezike od vsaj leta 2000 pr. n. št.